# Roccacasale
Roccacasale är en ort och kommun i provinsen L'Aquila i regionen Abruzzo i Italien. Kommunen hade 658 invånare (2018).